# 1263年
| 千纪： | 2千纪 |
| 世纪： | 12世纪 \| 13世纪 \| 14世纪                                                                                 |
| 年代： | 1230年代 \| 1240年代 \| 1250年代 \| 1260年代 \| 1270年代 \| 1280年代 \| 1290年代                           |
| 年份： | 1258年 \| 1259年 \| 1260年 \| 1261年 \| 1262年 \| 1263年 \| 1264年 \| 1265年 \| 1266年 \| 1267年 \| 1268年 |
| 纪年： | 癸亥年（猪年）；蒙古中统四年；南宋景定四年；越南紹隆六年；日本弘長三年                                     |

## 大事记
- 普季夫利公国大公开始占据基輔大公。
- 農曆三月，忽必烈下詔在燕京（後來改稱大都）建立太廟。
- 全羅斯大公亞歷山大·雅羅斯拉維奇·涅夫斯基去世，亞歷山大·雅羅斯拉維奇·涅夫斯基的弟弟雅羅斯拉夫三世·雅羅斯拉維奇在金帳汗國別兒哥汗的支持下繼任全羅斯大公，但亞歷山大·雅羅斯拉維奇·涅夫斯基的另一個弟弟瓦西里·雅羅斯拉維奇與次子勝利者德米特里並未放棄與他爭奪公位的努力，弗拉基米爾-蘇茲達爾大公國分成特維爾、科斯特羅馬、羅斯托夫、佩列斯拉夫爾-紮列斯基和雅羅斯拉夫爾五個主要勢力，全羅斯大公的角色日漸模糊。
- 6月13日——忽必烈立樞密院為中央最高軍事管理機關，以燕王真金守中書令，兼判樞密院事。
- 6月16日——忽必烈下诏升开平府为上都（今中国内蒙古自治区锡林郭勒盟正蓝旗多伦县西北闪电河畔）。

## 出生
- 元显宗甘麻剌
- 元顺宗答剌麻八剌

## 逝世
- 11月14日——亞歷山大·雅羅斯拉維奇·涅夫斯基，弗拉基米爾大公雅羅斯拉夫二世·弗謝沃洛多維奇之子，諾夫哥羅德大公、基輔大公，1252年成為全羅斯大公。